# Gjáin

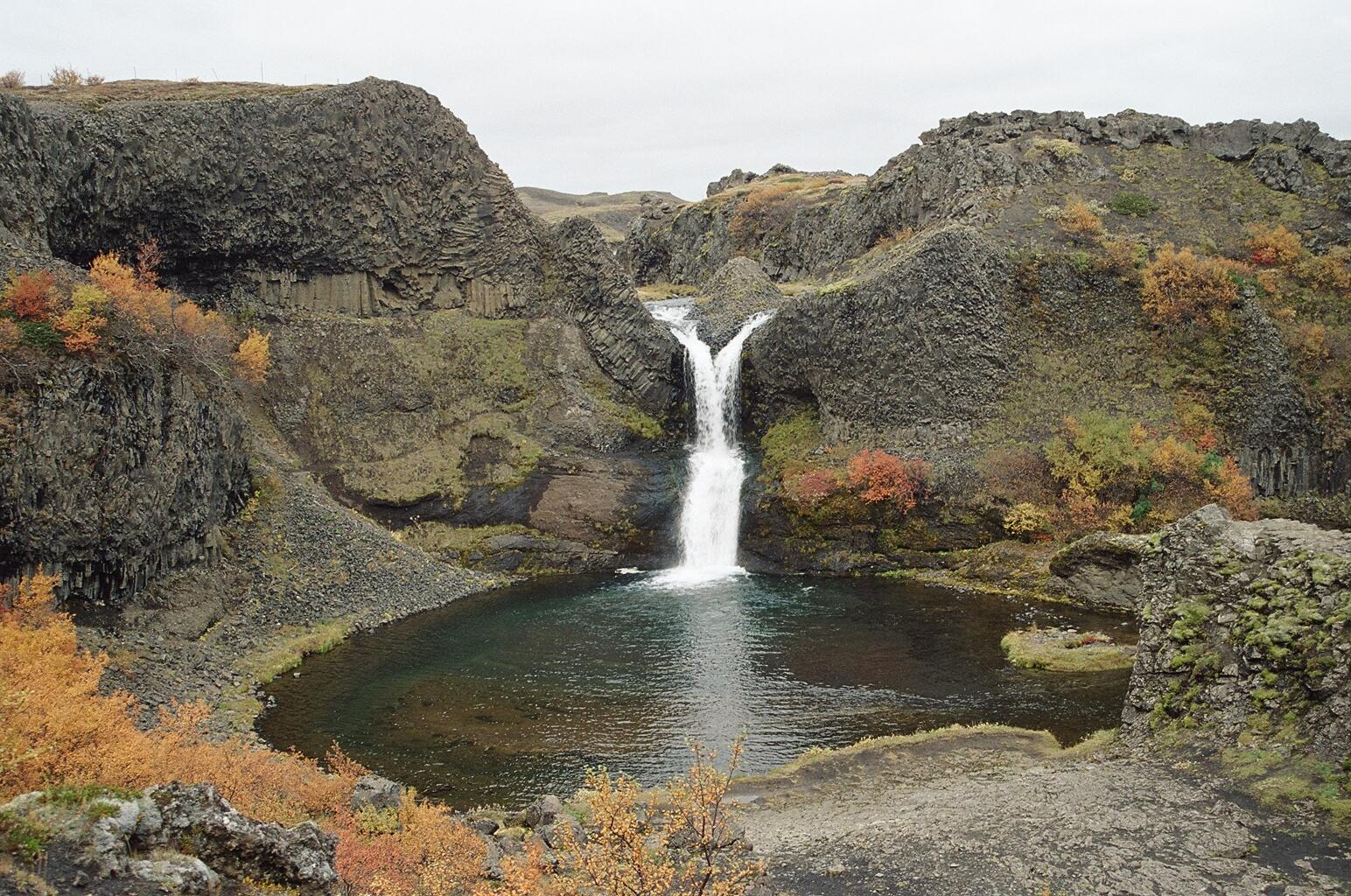
Klyftan Gjáin med vattenfall

Gjáin är en klyfta med vattenfall på södra Island i närheten av vulkanen Hekla. Gjáin ligger drygt två kilometer öster om den arkeologiska utgrävningsplatsen av bondgården Stöng. 
Gjáin fridlystes år 2020.